# ウラジミール・ペーター・ケッペン
ウラジミール・ペーター・ケッペン（Wladimir Peter Köppen、1846年9月25日 - 1940年7月22日）は、ドイツとロシアの気象学者・気候学者、また植物学者である。
ドイツ学派の気候学の大成者として著名であり、彼の考案したケッペンの気候区分は、改良を加えられながら現在も広く使われている。名前のWladimirのドイツ語発音はヴラディーミアまたはヴラーディミアに近い。ロシア語名はヴラジーミル・ペトローヴィチ・キョーペン（Влади́мир Петро́вич Кёппен）。

## 人物・生涯
ロシアの歴史研究家ペーター・フォン・ケッペン（1793年 - 1864年) の子として、帝政時代のロシア・サンクトペテルブルクに生まれた。両親ともにドイツ人の家系である。学生生活はクリミアで送り、ここでケッペンは環境、特に植生と気候の関係に関心を示し、サンクトペテルブルク大学で植物学の研究を始め、後にドイツのハイデルベルク大学では植物学を学び、ライプツィヒ大学でも学んで1870年に卒業した。学位をとったのはライプツィヒ大学で、卒業論文では気温が植物の成長に及ぼす影響を扱った。
1872年から1873年までロシア気象局で働いていたが、ドイツの科学者で探検家でもあったゲオルク・フォン・ノイマイヤーの誘いで1875年にドイツに戻り、帝国成立後、あらたに設置されたハンブルクのドイツ海洋気象台 (Deutsche Seewarte) 海上気象部 (Seewetterdienstes) 長になった。ここでは総観気象学をドイツに導入して、ドイツ北西部に隣接する海上の天気予報を担当した。4年間勤めたあと一番興味のあった基礎研究に移るため、気象調査課長に移り、1919年に退職するまでそこで気象や低気圧の研究を行った。気象学、地球物理学、生物学など多領域で活躍したが、特に気候学の業績は著名であり、「近代気候学の父」とも称される。
実験物理学の進歩と電信の発明は気象の同時観測を可能にしており、ケッペンの生まれたころには世界各地に気象観測網が構築されていた。1870年代ころには、集積された観測データの活用が可能となっており、気候学も天気予報などを目的とする気象学から分化し、発達する前提条件が整えられつつあったのである。
ケッペンは1940年にドイツ（後にオーストリア領）のグラーツで没した。

## 研究と業績

### 低気圧の熱構造に関する研究
1882年にドイツ海洋気象台にいたケッペンとドイツの数学者メラー（Max Möller）は、スウェーデンの気象学者ヒルデブランドソンが集めた高層雲の観測結果を利用して、「低気圧が持つ熱的に非対称な温度構造が、イギリスの気象観測者レイ（Clement Lay）が指摘した地上と高層での低気圧中心のずれによって、低気圧前面での暖気の上昇と後面での寒気の下降を引き起こしている」と考えた。彼は層厚的な考えから、低気圧内での温度分布と気圧分布を初めて推定して、低気圧の熱的構造を明らかにした。

### 気候区分の研究
海上気象部を去ったケッペンは、気候について体系的な勉強をはじめ、気球を使って上空の大気に関する研究も行った。1884年には、気温の季節変動について記した、最初の気候区分地図を発表した。これは、1900年頃までには、ケッペンが生涯をかけて改良に尽くした気候区分システムに発展する。ケッペンの気候区分システムとしての完全版は1918年に最初に出版され、1936年にはその最終版が出版された。
ケッペンの気候区分の実用的性格としては、植生とくに高等植物と気候を結びつけた点である。高等植物は、移動性が低く、強い集団性をもっており、景観に与える影響がきわめて甚大である。また、植物は生態学的にみて、生物界における有機物の第一次生産者であり、これにより、植物を食糧ないし住み処とする動物分布も規定される。人類もまた、食糧生産の多くを植物に依存しており、農耕の歴史とともに諸文明の歴史がある。さらに植生は、その厚みや密度が土壌の形成や、場合によっては微地形にさえも大きな影響を与え、微生物の生育環境を左右する。こうしたことから、農業をはじめとする諸産業の各分野、人口分布をはじめとする社会・経済などの分野、歴史学・考古学・人類学・民俗学など人文諸科学の分野でも、ケッペンの気候区分は広範囲の実用に供することができたのである。

### 他の業績
ケッペンは気候区分システムの考案とは別に古気象学の分野でも功績があった。1924年には義理の息子にあたるアルフレート・ヴェーゲナーと『地質時代の気候 (Die Klimate der Geologischen Vorzeit）』を発表し、ミルティン・ミランコビッチによる氷期の理論を強く支持した。
晩年にはドイツ人気候学者ルドルフ・ガイガーと協力し、5巻の「気候学ハンドブック (Handbuch der Klimatologie) 」を執筆した。5巻が完結することは無かったが、ケッペンによる3巻が出版された。ケッペンの死後は、ガイガーがケッペンの気候区分システムの改良を行った。